# Rifaiyya

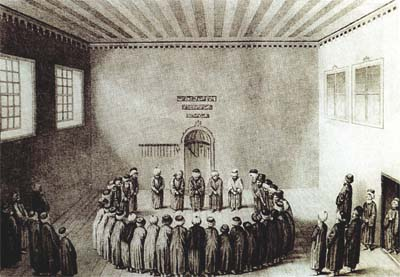
Dhikr de la orden Rifa'iyya

Rifaiyya fue una orden religiosa islámica aparecida en el siglo XII por obra del jurisconsulto iraquí al-Rifai (1120-1182), a quien los chiíes tienen por santo. Se extendió por Irak, Turquía, Siria y Egipto. Fue prohibida en el territorio turco en 1925. Persiste en Somalia.